# 古巴里夫
48°41′7″N 27°5′9″E / 48.68528°N 27.08583°E
古巴里夫（烏克蘭語：Губарів），是烏克蘭西部的村莊，隸屬赫梅利尼茨基州的卡緬涅茨-波多利斯基區。該村始建於1560年，面積1.22平方公里，海拔高度277米，2001年人口182，人口密度每平方公里148.7人。